# Mbombela
Mbombela, korábbi nevén Nelspruit, város a Dél-afrikai Köztársaság északkeleti részén, Mpumalanga tartomány fővárosa. 221 000 lakosa van. A Crocodile folyó mellett terül el (afrikaans nyelven Krokodil), 100 kilométerre található Mozambik határától, 330 kilométerre Johannesburgtól keletre.
2009 októberében a dél-afrikai kormány hivatalosan átnevezte a várost, új neve Mbombela lett. 
Nelspruitot 1905-ben alapította három testvér a Nel családból, aki a téli hónapok alatt itt legeltette a marháit. A termékeny talaj és szubtrópusi éghajlat tökéletes feltételeket nyújt a citrus és déligyümölcsök, főleg mangó, banán, avokádó és makadámdió termesztéséhez.

## Sport
Mbombela a 2010-es labdarúgó-világbajnokság egyik helyszíne volt, stadionja a Mbombela Stadion.

## Klímája
| Hónap                         | Jan. | Feb. | Már. | Ápr. | Máj. | Jún. | Júl. | Aug. | Szep. | Okt. | Nov. | Dec. | Év   |
| ----------------------------- | ---- | ---- | ---- | ---- | ---- | ---- | ---- | ---- | ----- | ---- | ---- | ---- | ---- |
| Rekord max. hőmérséklet (°C)  | 40,0 | 39,0 | 38,0 | 36,0 | 35,0 | 32,0 | 32,0 | 35,0 | 38,0  | 40,0 | 38,0 | 38,0 | 40,0 |
| Átlagos max. hőmérséklet (°C) | 29,0 | 29,0 | 28,0 | 27,0 | 25,0 | 23,0 | 23,0 | 25,0 | 27,0  | 27,0 | 27,0 | 28,0 | 26,5 |
| Átlagos min. hőmérséklet (°C) | 19,0 | 19,0 | 18,0 | 14,0 | 10,0 | 6,0  | 6,0  | 9,0  | 12,0  | 14,0 | 17,0 | 18,0 | 13,5 |
| Rekord min. hőmérséklet (°C)  | 11,0 | 11,0 | 10,0 | 5,0  | 2,0  | −2,0 | −1,0 | −1,0 | 2,0   | 5,0  | 10,0 | 10,0 | −2,0 |
| Átl. csapadékmennyiség (mm)   | 127  | 108  | 90   | 51   | 15   | 9    | 10   | 10   | 26    | 75   | 115  | 131  | 767  |